# Aşağıkarakuyu, Gölbaşı
Aşağıkarakuyu là một xã thuộc huyện Gölbaşı, tỉnh Adıyaman, Thổ Nhĩ Kỳ. Dân số thời điểm năm 2011 là 382 người.